# Podvojitev kocke
Podvojítev kócke (tudi Délski ali Déloški problem) je znan konstrukcijski problem iz klasične geometrije. Gre za problem, kako s šestilom in neoznačenim ravnilom konstruirati rob kocke, ki ima dvakrat tolikšno prostornino kot kocka z znanim robom a. 
Izkaže se, da naloga ni rešljiva. Rob nove kocke ima dolžino {\displaystyle a\,{\sqrt[{3}]{2}}} in tega ni možno konstruirati s šestilom in neoznačenim ravnilom.
Naloga je povezana z legendo. Prebivalci otoka Delos so leta 430 pr. n. št. prosili Apolonov orakelj v Delfih za nasvet, kako ustaviti epidemijo kuge. Dobili so odgovor, da morajo podvojiti velikost oltarja (ki je imel obliko kocke). Po tem, ko so podvojili dolžine vseh robov oltarja, se je epidemija kuge le še poslabšala. Izkazalo se je, da bi morali podvojiti prostornino oltarja, česar pa niso znali storiti. 
Šele v 19. stoletju so matematiki dokazali, da naloga konstrukcijsko – s šestilom in ravnilom – ni rešljiva. Dokaz izhaja iz dela Évarista Galoisa. Bistvo problema je v dejstvu, da je {\displaystyle {\sqrt[{3}]{2}}} iracionalno število, ki se ga ne da izraziti s celimi števili v povezavi s štirimi osnovnimi računskimi operacijami in s kvadratnim korenom.